# Pene humano
En anatomía humana, el pene (del latín penis, a su vez del protoindoeuropeo «pes») es el órgano copulador masculino que, además, interviene en la excreción urinaria.

## Sinónimos
Este órgano humano tiene como sinónimos falo (del latín phallus, y este del griego antiguo φαλλός, transliterado phallós) o miembro viril además de numerosos en lenguaje familiar o vulgar; prácticamente el nombre de cualquier objeto alargado suele ser empleado para referirse eufemísticamente a él. Camilo José Cela dedicó un volumen de su Diccionario secreto a los diversos nombres de este órgano.
Cabe señalar que muchas palabras sinónimas para referirse a este órgano en el lenguaje coloquial suelen ser malsonantes. Al pene también se le conoce vulgarmente en América como vergay en España como polla. En Bolivia y Chile, como pico o corneta. En Costa Rica se denomina picha o riata. En Argentina, Nicaragua y República Dominicana es muy usual pija. Por su parte, en Venezuela se hace llamar güevo, machete o pipe (en Oriente). En Puerto Rico, se le llama bicho. En Perú, Panamá y Cuba, es conocido como pinga.

## Características

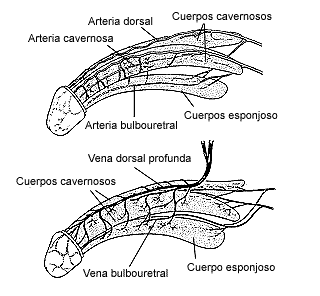
Las arterias (arriba) y venas (abajo) penetran en los cuerpos cavernosos y el cuerpo esponjoso, que son cavidades largas que se ubican a lo largo del pene. La erección ocurre cuando los pequeños músculos de las arterias permiten que los cuerpos cavernosos se llenen de sangre, mientras que otros músculos de las venas bloquean el drenaje de la misma.

El falo humano alcanza su estado erecto llenándose de sangre, por lo cual carece de báculo, un hueso que se encuentra en el pene de muchas especies de mamíferos y cuya función es hacer posible la penetración en ausencia de erección. Otras características del miembro humano es que no puede retraerse dentro de la ingle; además, en proporción a la masa corporal, es más largo que el promedio del reino animal.
En el desarrollo embrionario, el órgano que en el embrión de sexo masculino se convertirá en el pene es el equivalente al órgano que en el sexo femenino se convertirá en el clítoris. Y, en aquellos casos en los que se presenta alguna malformación durante dicho desarrollo, es posible que el bebé nazca en alguno de los llamados estados intersexuales, es decir, en etapas intermedias del desarrollo del pene o del clítoris, y es por ello que algunos individuos presentan, en la edad adulta e independientemente del sexo determinado por la concentración de las hormonas en la sangre, un pene demasiado pequeño o, por el contrario, un clítoris excesivamente grande.

### Estructura y proceso eyaculatorio

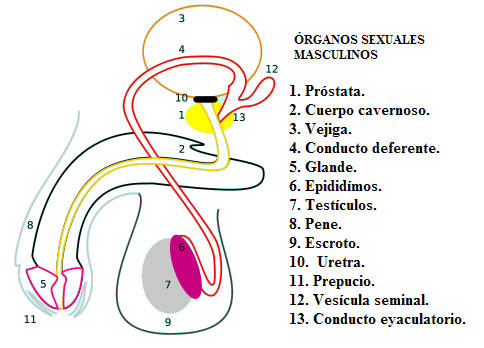
Esquema del pene y demás órganos del área penial.

El pene humano está conformado por tres columnas de tejido eréctil: dos cuerpos cavernosos y un cuerpo esponjoso. Los primeros se encuentran uno al lado del otro en la parte superior del miembro viril, mientras que el último se ubica en la parte inferior.
El glande, una zona muy sensible, constituye el final del cuerpo esponjoso y la parte más ancha del mismo. Tiene forma de cono y está recubierto por un pliegue de piel suelta, el prepucio, que puede ser retirado hacia atrás, para dejar el glande expuesto, o puede incluso eliminarse a través de una sencilla intervención quirúrgica (la circuncisión, muy útil en casos de fimosis o de parafimosis). El área de la parte inferior del pene de donde se sujeta el prepucio se llama frenillo.
La uretra es una vía común para el paso de la orina y del semen, atraviesa el cuerpo esponjoso y termina en un orificio conocido con el nombre de meato urinario, el cual se encuentra en el extremo del glande. El esperma (hasta ese punto aún no se denomina semen) es producido en los testículos y almacenado en el epidídimo. Durante la eyaculación, el esperma es propulsado hacia los vasos deferentes. Los fluidos son agregados por las vesículas seminales. Los vasos deferentes desembocan en los conductos eyaculatorios, los cuales se unen a la uretra dentro de la próstata. Esta última y las glándulas bulbouretrales (también conocidas con el nombre de «glándulas de Cowper») adhieren secreciones y, por último, el semen es expulsado a través del orificio del pene.
La eyaculación de semen ocurre cuando el varón alcanza el orgasmo, el cual puede ser el resultado de un coito, de una masturbación, de una felación o de los sueños húmedos. Durante la eyaculación en los pequeños músculos internos del falo se producen contracciones rítmicas y que estas a su vez están acompañadas de cosquillas al mismo tiempo que ocurren, las cuales facilitan la salida del semen con una mayor fuerza. La duración de cada contracción rítmica es de 0,6 a 0,7 segundos y que pueden ocurrir entre 10 y 15 contracciones rítmicas por cada masturbación, coito, felación, autofelación o sueños húmedos. Estos últimos, también llamados emisiones o poluciones nocturnas, son eyaculaciones que se producen de manera involuntaria durante el sueño. Sin embargo, se puede dar orgasmo sin eyaculación (orgasmo seco, por ejemplo, durante el sexo tántrico, el cual permite multiorgasmos en una sola copulación y eyaculación sin orgasmo).

#### Ausencia de báculo
El pene humano carece de báculo.
La pérdida de 510 secuencias genéticas durante la fase evolutiva del linaje del género Homo ha redundado en que el pene humano carezca de «huesecillo», es decir, las espinas de queratina que presentan dorsalmente los penes de muchos mamíferos, desde primates hasta roedores.

### Erección

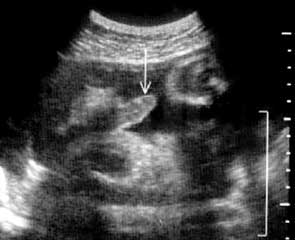
Ecográfica de un feto de 36 semanas mostrando un pene en erección (flecha blanca)

Se conoce como erección al estado en el cual el pene se vuelve rígido y aumenta de tamaño, debido a que su tejido interno (cuerpos cavernosos) se llena de sangre. Las erecciones suelen ser consecuencia de la excitación sexual, aunque también se presenta en ocasiones en las que no existe estimulación táctil ni psicológica. El mecanismo primario que hace posible una erección es la dilatación de las arterias que suministran sangre al pene, las cuales permiten de esta manera el paso de más sangre para llenar el tejido esponjoso y eréctil de las tres cámaras internas, causando aumento en el tamaño del pene y rigidez en el mismo.
El tejido eréctil, ya ensanchado, presiona las venas, impidiéndoles llevarse demasiada sangre. Es mayor la cantidad de líquido que entra al pene que la que sale del mismo, hasta que se alcanza un equilibrio, en el que fluye el mismo volumen de sangre a través de las arterias dilatadas que a través de las venas comprimidas. Por ello, el tamaño definitivo en erección del falo no se alcanza sino hasta que se llega a dicho equilibrio.
La erección hace posible el coito, pero no es indispensable para todas las actividades sexuales. El pene, ya erecto, puede apuntar (ángulo eréctil) hacia arriba, hacia abajo, paralelamente al suelo o en muchas otras direcciones (véase al respecto la relación entre dicho ángulo y la estimulación, durante el coito, del punto G). Estas diferencias en el ángulo eréctil dependen de la tensión del ligamento suspensor que hace que el pene erecto esté en dicha posición. El grado de rigidez del pene de cada individuo también es variable.
La falta de erección fálica (antes llamada impotencia y actualmente denominada disfunción eréctil) puede tener múltiples causas, que van desde lo psicosomático, es decir, por influencia de los estados emocionales (que es la causa más frecuente) hasta enfermedades de tipo vascular o sistémicas (es decir, corporales, orgánicas, que implican un problema de salud general). Actualmente es muy común que los varones utilicen medicamentos (por ejemplo, el Sildenafil, cuyo nombre comercial es Viagra) para estimular vascularmente el área peniana y lograr, así, una erección satisfactoria. Aunque, al igual que cualquier otro medicamento de la farmacología, son muy comunes los efectos secundarios, sobre todo porque quienes utilizan estos medicamentos suelen hacerlo sin atender las recomendaciones de un especialista, pues se trata de un problema de salud muy delicado que, por formar parte del ámbito que es quizá el más íntimo de la vida de un individuo, no suele exponerse abiertamente en el consultorio.
También son frecuentes otros procedimientos para afrontar el problema de la disfunción eréctil. El uso de una bomba de vacío, por ejemplo, es un procedimiento físico. Pero quizá el procedimiento más inocuo, el que de hecho no provoca efecto secundario alguno y genera los mayores beneficios, es el que consiste en promover un estado de relajación mental del individuo y un cambio en sus procesos cognitivos, conductuales y emocionales: se ha demostrado que un gran porcentaje de los casos con disfunción eréctil se resuelven cuando el paciente modifica los pensamientos, los comportamientos y las emociones que ha venido manifestando durante muchos años acerca de su propia sexualidad, de su relación de pareja y de sus valores acerca de su rol de género en la familia y en la sociedad, entre otros muchos aspectos.

#### Tumescencia peneal nocturna
La tumescencia peneana nocturna es una erección espontánea. Cualquier hombre sin disfunción eréctil física, experimenta este fenómeno, durante la noche. Típicamente ocurre durante la fase del sueño profundo (REM), produciéndose entre 1 y 5 erecciones que pueden durar hasta 15 minutos.[cita requerida]
Un pene en estado flácido contiene principalmente sangre venosa, la cual transporta poco oxígeno. Al producirse la erección son las arterias las que llenan el pene de sangre rica en oxígeno que ayuda a revitalizar y regenerar los tejidos del mismo. La existencia y predicción de las tumescencias nocturnas son empleadas por los urólogos para determinar si se trata de un caso de disfunción eréctil física o psicológica.

#### Polución nocturna
Relacionada con una tumescencia peneana nocturna, en ciertos casos puede llegar a sobrevenir una «emisión nocturna» o «polución nocturna», generalmente en individuos que pasan un considerable tiempo sin eyacular. Se trata de una descarga involuntaria de semen desencadenada en el ensueño por causa de la sugestión que producen vivencias sexuales ficticias generadas por el inconsciente. Esto es normal en los jóvenes que no tienen actividad sexual.

### Cambios durante pubertad y adolescencia
Cuando un chico entra en la pubertad, sus testículos comienzan a crecer y a producir cantidades mayores de testosterona. Como consecuencia el crecimiento del pene comienza alrededor de los 13 años y continúa hasta los 18, aproximadamente. También, la mayoría de los adolescentes comienzan a masturbarse. Los cambios durante la pubertad y la adolescencia no son únicamente físicos.

#### Vello púbico
Durante la pubertad y la adolescencia los folículos de vello responden al aumento de los niveles de andrógenos, principalmente al de la testosterona y sus derivados, lo que provoca el crecimiento del vello androgénico en el cuerpo, siendo alrededor del pene donde comienza a aparecer un tipo de este vello denominado vello púbico. En algunos grupos étnicos, este vello es menos común o más escaso.

### Tamaño
Los penes humanos tienen como medidas principales la longitud y la circunferencia en estado flácido y erecto. Hay una variabilidad natural de los penes humanos entre diferentes personas, y también factores que conducen a variaciones en la misma persona.
De acuerdo a estadísticas con método estándar de medición, el largo de un pene en reposo es de 9,16 cm, en reposo estirado es de 13,24 cm. El largo promedio de un pene erecto es de 13,12 cm. La circunferencia del pene, en valores promedio, pasa de 9,31 cm en reposo a 11,66 cm en erección.
En cuanto al tamaño y la satisfacción sexual de la pareja, muestran una longitud de pene preferida de 16 cm (6,3 pulgadas) y una circunferencia preferida de 12,2 cm para parejas sexuales a largo plazo. En el caso de encuentros sexuales únicos el tamaño preferido fue de una longitud de 16,3 cm (6,4 pulgadas) y una circunferencia de 12,7 cm.

## Aspectos culturales

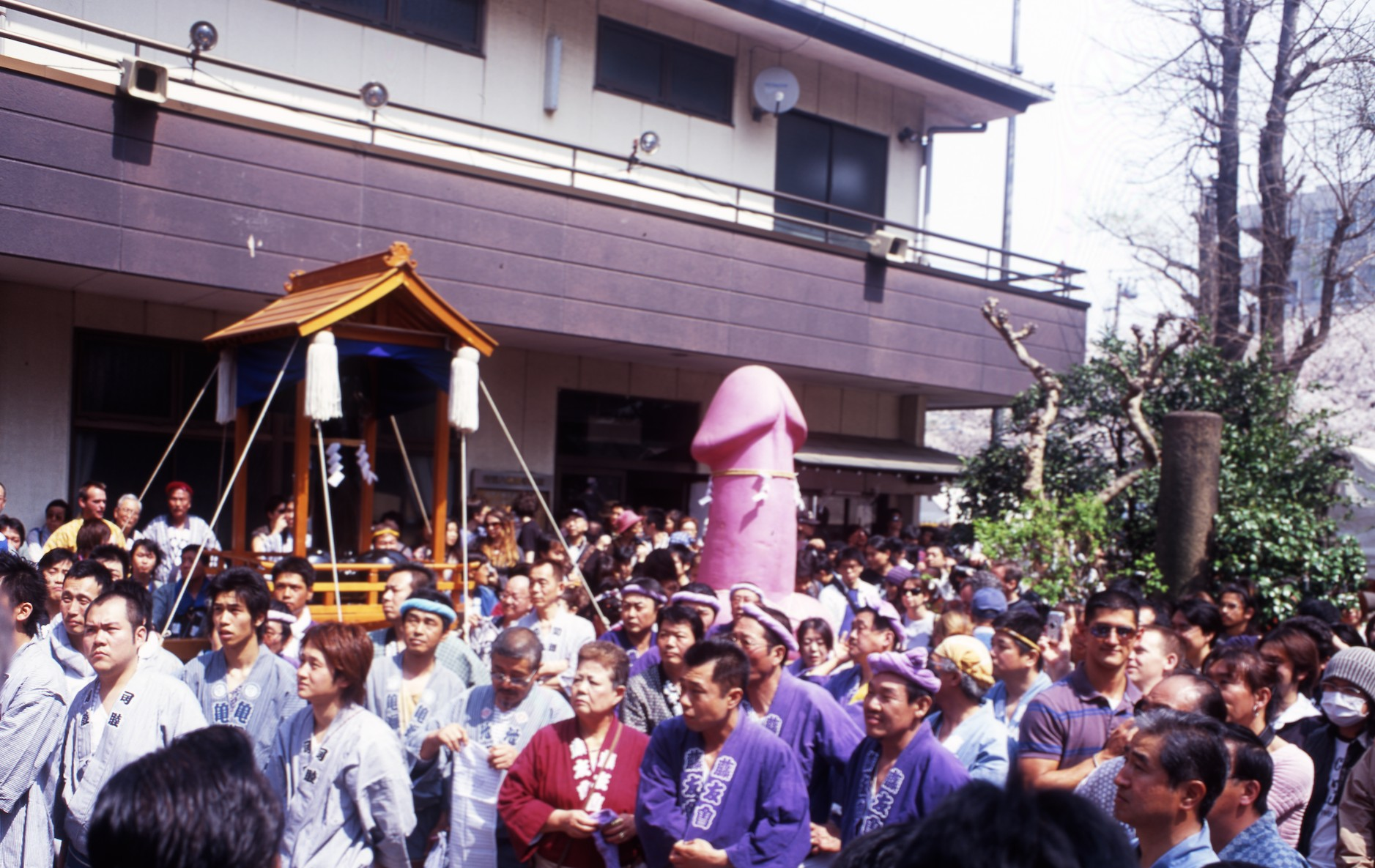
Veneración al pene en el festival Kanamara Matsuri.

La imagen del falo ha sido utilizada por muchas culturas como símbolo de fertilidad (falismo), y tanto su poder sexual como su fertilidad han dado origen a toda una serie de estudios y consideraciones por parte de multitud de disciplinas tanto teóricas como prácticas, tanto científicas como artísticas (psicología, psicoanálisis, antropología, pintura, filosofía, etc.) acerca de las implicaciones culturales del ahora denominado falocentrismo.
Un ejemplo de veneración al pene es el Kanamara Matsuri, un festival sintoísta en honor a la fertilidad celebrado anualmente cada primavera en Kawasaki (Japón).

### Cosmética relacionada con el área peniana

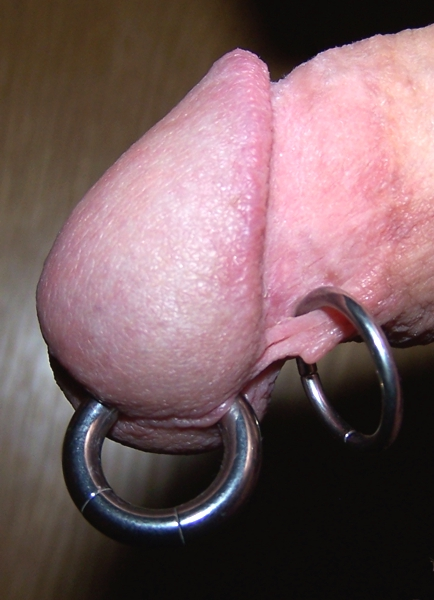
Un piercing peniano; en este caso es el denominado: «Príncipe Alberto».

Por varias razones es habitual la eliminación del vello peripenial mediante afeitado, recorte, y distintas técnicas depilatorias.

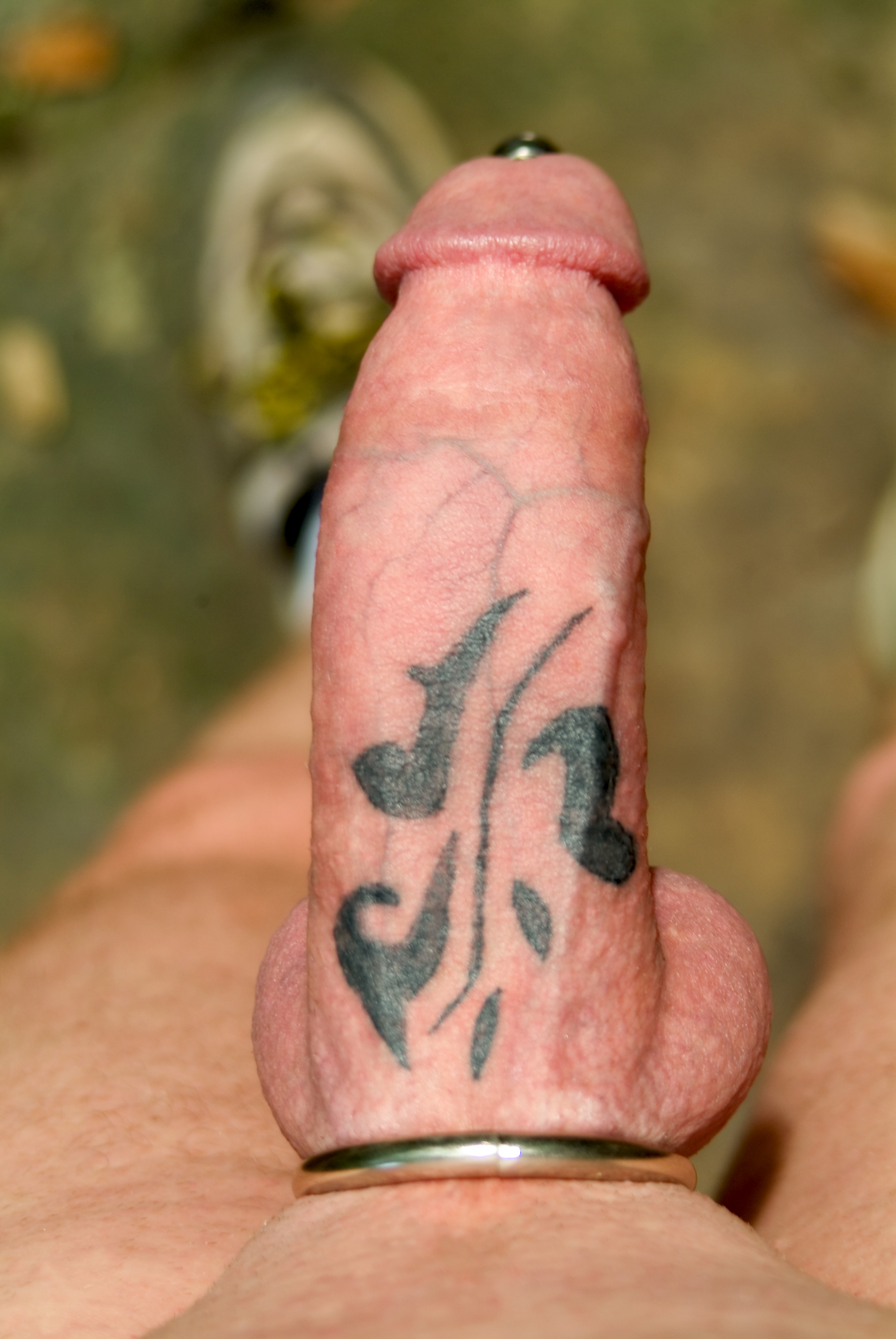
Un pene tatuado, ceñido por un aro metálico el cual posee el fin de mantener por más tiempo una erección.

Los piercing en la zona peniana no son comunes comparados con otros tipos de piercings. Un problema extra es que esa área se mantiene húmeda mientras el piercing sana, lo que complica ese proceso. El piercing peniano denominado: «Príncipe Alberto» es uno de los más comunes colocados en genitales masculinos. Es un piercing tipo anillo que se extiende a través de la parte inferior del glande desde la abertura uretral hasta donde el glande se encuentra con el tallo del pene. El relacionado piercing Príncipe Alberto reverso entra a través de la uretra y sale por un hoyo perforado en la parte inferior del glande. En algunos piercing se intenta evitar que toque el nervio que corre a lo largo del centro del frenillo. El piercing puede ser hecho descentrado solo si el portador es circunciso, pues el prepucio necesita ser capaz de reposicionarse por sí mismo de forma dinámica.
También la superficie de piel del tronco del pene es empleada para ser tatuada.
En la base del miembro algunos hombres colocan aros plásticos o metálicos, con el objetivo de prolongar una erección. Estos adminículos pueden ceñir solo el falo, o también incluir al escroto.

### Circuncisión

Fig. 1. Pene con anillo apretado de fimosis, que dificulta la retracción del prepucio.
Fig. 2. Prepucio retraído bajo anestesia, que produce una constricción o estenosis ("cintura") en el eje del pene. Fig. 3. Se cierra la incisión lateralmente. Fig. 4. Pene con el prepucio sobre el glande. La apertura del prepucio es ahora normal, y lo suficientemente amplia como para que el prepucio se pueda retraer fácilmente.

La circuncisión consiste en cortar una porción del prepucio del pene que cubre al glande, dejándolo permanentemente al descubierto. El 1 % de las circuncisiones se realizan por razones médicas, principalmente para curar el dolor que genera la imposibilidad de deslizar el prepucio para descubrir el glande durante la erección, ya sea totalmente impedido —fimosis— o solo parcial —parafimosis—.

#### Historia

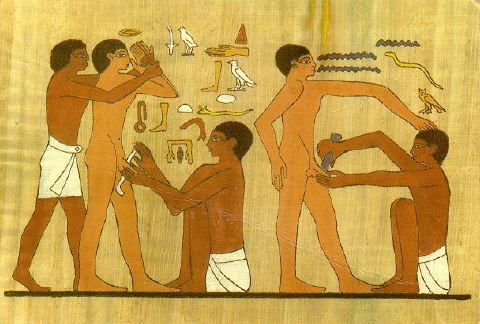
Ilustración en las tumbas de Ankhmahor, Egipto; la más antigua sobre circuncisión.

Los motivos más frecuentes para circuncidar son religiosos, culturales o médicos. En el judaísmo, este ritual se llama Brit Milá. En el Tanaj de los judíos, también llamado Antiguo Testamento por los cristianos, Dios ordena que todo niño sea circuncidado a los 8 días de vida. Las comunidades judías más ortodoxas de la actualidad continúan practicando esa costumbre atávica. Aunque no se menciona en el Corán, la circuncisión se practica en todo el mundo islámico.
En la angloesfera, la circuncisión masculina es común, pero en declive.
En el siglo XIX médicos puritanos difundían la idea de que el esmegma podía producir infecciones o contener sustancias cancerígenas, pero estudios más recientes refutarían esa posibilidad.
Existe una controversia mundial sobre la circuncisión de los niños sin razones médicas. Este debate está relacionado con la ética médica, la justicia, los derechos humanos y la ciencia. Diversas organizaciones de salud no se ponen de acuerdo sobre los beneficios y riesgos asociados con la operación, pero ninguna recomienda la circuncisión rutinaria. De acuerdo con la OMS y el ONUSIDA, la circuncisión es una estrategia (con la prevención y el uso del condón) de prevención adicional contra la epidemia del sida en las zonas donde el VIH es generalizada (alta prevalencia) en África subsahariana.

### Preservativo peniano

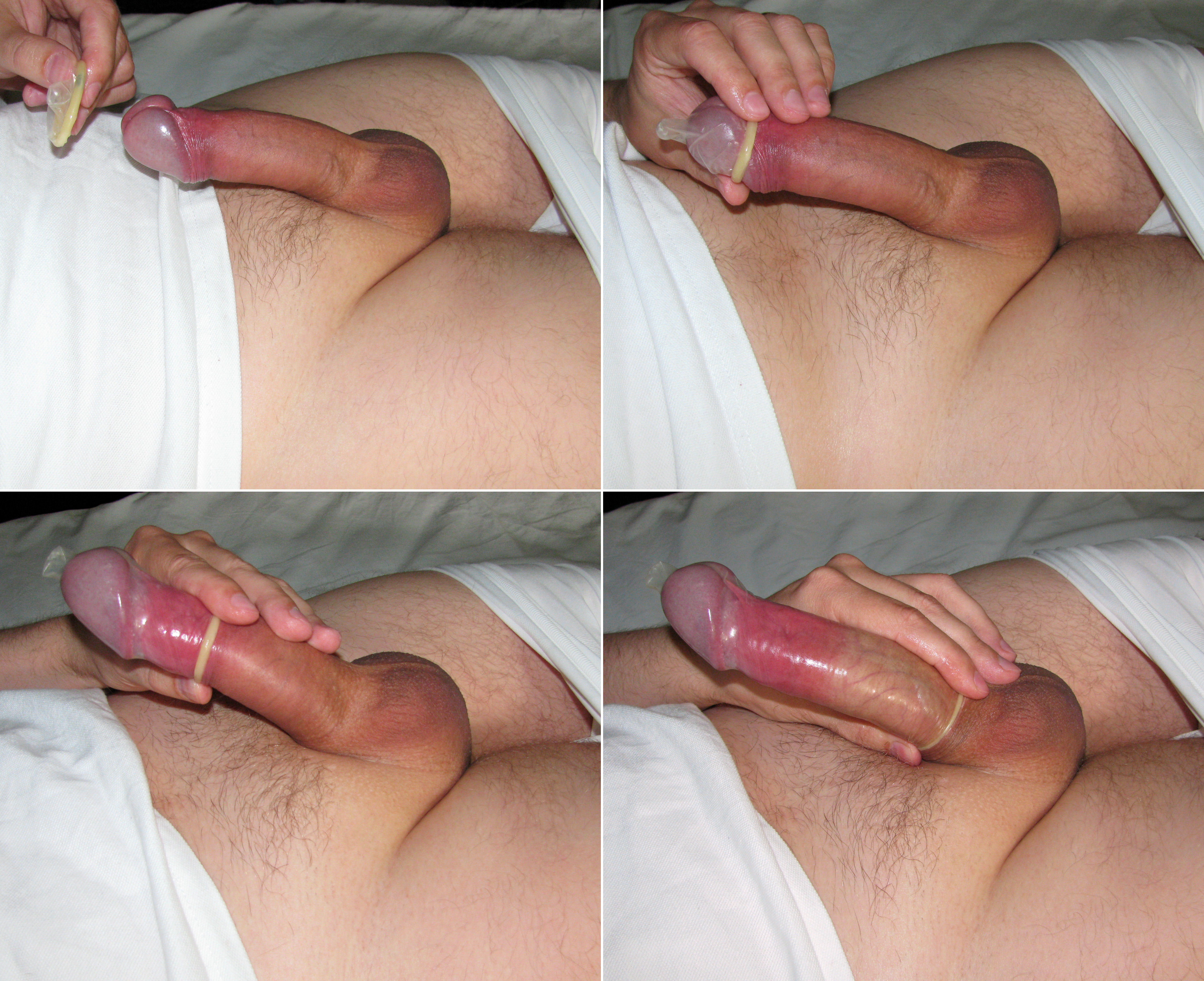
Colocación de un preservativo.

Como un «método anticonceptivo de barrera» para evitar embarazos no deseados, además de eludir algún posible contagio de enfermedades de transmisión sexual, se utiliza el procedimiento de efectuar el coito con el pene erecto cubierto con un dispositivo compuesto por una fina y elástica funda hecha de látex o, en casos de alergia a este, de poliuretano, el cual es denominado preservativo, profiláctico o condón. Su función es la de retener el semen, impidiendo así la unión de los espermatozoides con el óvulo y por tanto, imposibilitando la fecundación y el embarazo.

## Disfunciones psicológicas y aspectos psicoanalíticos penianos

### Envidia del pene
El concepto freudiano denominado: «envidia del pene», dentro del contexto psicoanalítico, surgiría en el momento en que toda niña se percata de la realidad objetiva de la diferencia anatómica entre ambos sexos; como resultado, la niña siente que le falta algo, constata que «ha sido castrada» (complejo de castración) por lo que, tiempo después, mediante el complejo de Edipo este deseo, ante la carencia, se subsana psicológicamente adoptando dos formas: un deseo de obtener placer de un pene mediante el coito, y un deseo de poseer un falo en su interior, deseo que se transforma en la raíz del deseo del embarazo. Inconsistencias en su resolución abocan a numerosas formas sublimadas o patológicas.
Si bien esta teoría, que durante el siglo XX fue muy popular, ha sido cuestionada fuertemente por influyentes especialistas como Erik Erikson y Jean Piaget, al ser pertinente en múltiples circunstancias teóricas, se sigue enseñando en las universidades y círculos académicos, pero contextualizada y junto a las de otros académicos.

### Complejo de castración
El concepto freudiano denominado: «complejo de castración», dentro del contexto psicoanalítico, se basa en la creencia de los niños de ambos sexos —generalmente de 3 a 5 años— del temor (en el caso de los niños) o la constatación (en el caso de las niñas) de la pérdida del falo por castración. Este complejo fue presentado por Sigmund Freud en el año 1908.
El germen se origina en ambos sexos sobre una premisa de tipo fálico: creen que todos tienen falo. En el caso del niño el detonante es la visualización de los genitales femeninos, lo cual resignifica la amenaza de la pérdida de su propio pene, con lo cual se consuma la salida del Edipo. En el caso de la niña, en cambio, señala el ingreso al Edipo, al comprobar que ya no posee pene y nunca lo tendrá.
En los dos sexos es decisiva la interconexión con el Edipo, y las posturas que toman los niños/as al enfrentarse al complejo de castración afectarán sus vidas psíquicas futuras, así como el influjo que tendrá el estado afectivo penoso de la angustia.

### Disfunción eréctil psicológica
La disfunción eréctil de origen psicológico, incorrectamente llamada comúnmente impotencia, impide a quien la padece el lograr o mantener una erección lo suficientemente firme como para tener una relación sexual satisfactoria. De las disfunciones eréctiles es la que mayormente ocurre: las preocupaciones, el estrés, alguna anomalía psicológica y, sobre todo, muchas de las ideas erróneas acerca del rol de género del hombre en las relaciones de pareja, son las causas principales de este trastorno de la sexualidad, que por consiguiente puede ser tratado sin mayor problema por un psicólogo en terapia. La segunda causa más frecuente es la fisiológica: la disfunción eréctil puede deberse a cambios fisiológicos originados por la edad, la baja presión arterial u otras causas y requiere atención médica especializada.

## Enfermedades y disfunciones físico-fisiológicas penianas

### Enfermedad de Paget del pene
La  enfermedad de Paget extramamaria (acrónimo (en inglés) EMPD) es un adenocarcinoma usualmente no invasivo de la piel fuera de la glándula mamaria e incluye a la enfermedad de Paget de la vulva y la enfermedad de Paget del pene. 

### Fimosis y parafimosis
La fimosis (del griego φῑμός, phimós, «hocico») ocurre cuando el orificio del prepucio es demasiado estrecho para dejar salir al glande. Dicho de otro modo, la fimosis es una condición del pene donde el prepucio no puede ser totalmente retraído sobre el glande. 
Al nacer, el prepucio está fusionado con el glande y no se puede retraer, es decir, todos los varones recién nacidos tienen fimosis, pero va desapareciendo durante la infancia y la pubertad. A partir de la pubertad, aproximadamente a los 13 años como media, el prepucio debería poder retraerse dejando el glande al descubierto, tanto cuando el pene está flácido como cuando está erecto. Si esto no es posible existe fimosis. La fimosis se considera patológica cuando causa problemas como dificultad para orinar o la realización de las funciones sexuales comunes. 

### Distorsión eréctil

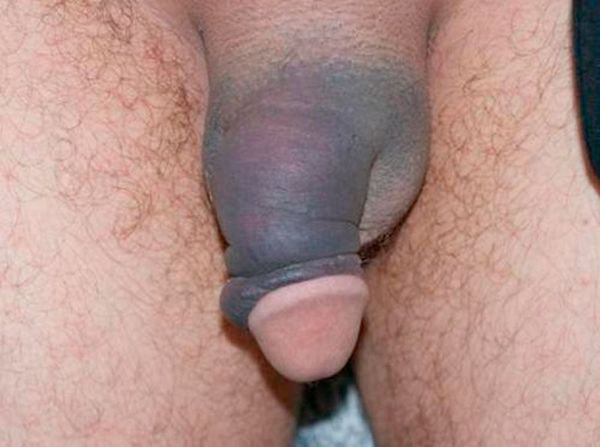
Fractura de pene. Se presenta inflamación, equimosis, y desvío.

Si bien es normal una cierta curvatura del pene, tanto a ambos lados, como hacia arriba o abajo, por problemas congénitos, o a causa de accidentes, ya sea coitales o no, el pene puede sufrir daños que generen una curvatura en el cuerpo peniano (pene curvo), lo que puede llegar a dificultar, y hasta impedir el llevar a cabo relaciones sexuales.

### Pene bífido

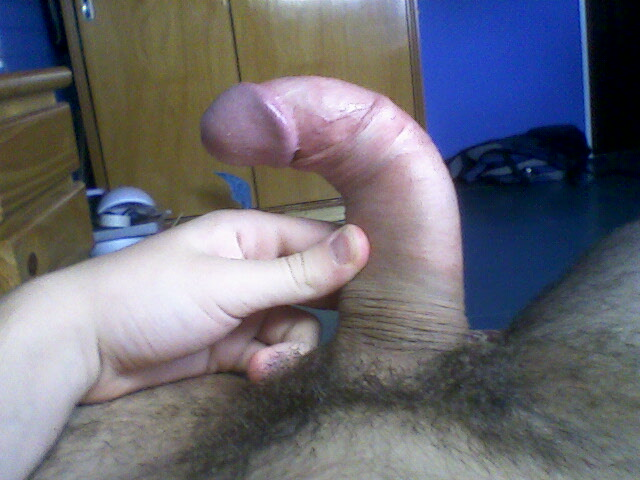
Pene erecto distorsionado.

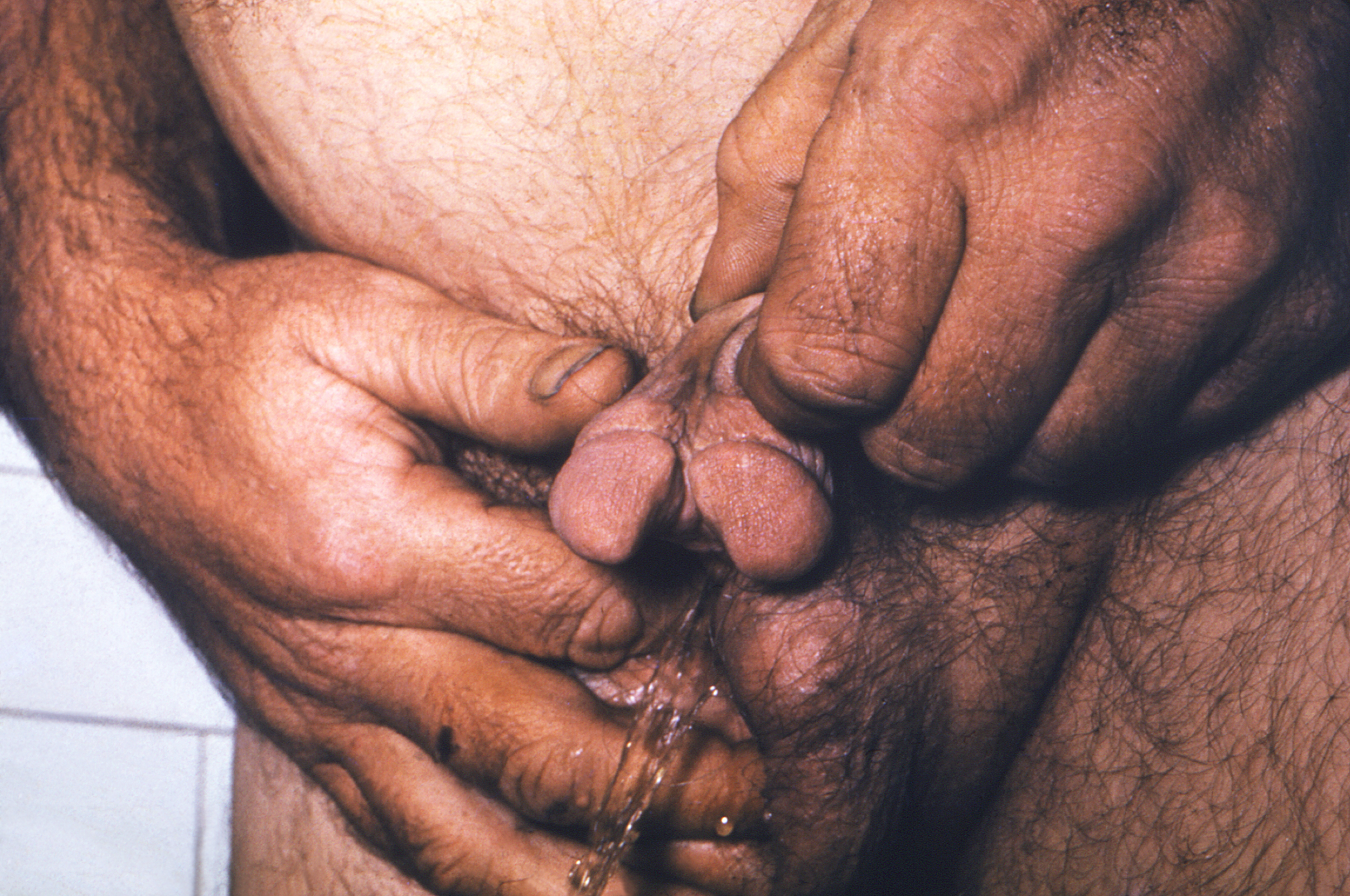
Un pene bífido.

El pene bífido es una anomalía congénita; durante el desarrollo fetal en el útero, en un momento en los órganos genitales masculinos son morfológicamente en evolución, es decir, alrededor de la 6.ª semana de gestación, hay una fusión incompleta de lo que se conoce estructuralmente como el tubérculo genital, resultando en una duplicación bilateral del pene, o diphallia, y en este caso, acompañada por una hipospadias o acortamiento de la uretra, por lo que el acto de orinar suele ser muy difícil.

### Penectomía
La penectomía o falectomia es la remoción del pene por cirugía por razones médicas.
El cáncer de pene, por ejemplo, a veces necesita que se extirpe parcial o totalmente el pene. En muy raras ocasiones, la circuncisión puede resultar en una penectomía total o parcial.
Los procedimientos quirúrgicos para transformar un pene en una vulva, con una vaginoplastia de reasignamiento genital, no involucran la remoción completa del pene; parte o todo el glande es usualmente resguardado y rearmado para resultar un clítoris, y la piel escrotal del pene resultar en vagina. Cuando estos procedimientos no son posibles, se puede hacer una colovaginoplastia para reemplazar los tejidos que no se poseen por la penectomía total.

### Pápulas perladas
Hirsuties papillaris genitalis (comúnmente conocidas como pápulas perladas) es una afección  dermatológica que se manifiesta en los hombres. Son pequeñas protuberancias hemisféricas o filiformes localizadas en la corona del glande (base del glande). Generalmente están distribuidas circunferencialmente en una o varias hileras a lo largo de la corona del glande y el surco coronal. Es raro que las pápulas se extiendan a otras partes del glande. Su tamaño varía de 1-2 mm y suelen ser de color carne, blancas o casi transparentes, y de aspecto brillante en muchos casos. 

### Manchas de Fordyce
Las manchas de Fordyce (mejor conocidas por su nombre descriptivo granos de Fordyce) son granos diminutos, indoloros y en relieve de color blanco, amarillo o crema, de tamaños de 1 a 3 mm de diámetro, que pueden aparecer en los labios, mucosa de la boca,  pene, escroto y vulva. Son comunes en hombres y mujeres de todas las edades. Estos bultos blanquecinos son llamados manchas de Fordyce en honor al dermatólogo estadounidense John Addison Fordyce, quien fue la primera persona en investigarlas.